# Ruvalcaba-Syndrom
Das Ruvalcaba-Syndrom ist ein sehr seltenes angeborenes Fehlbildungssyndrom mit den Hauptmerkmalen Geistige Behinderung, Entwicklungsverzögerung, Skelettfehlbildungen, Gesichtsdysmorphie und genitale Fehlbildungen.
Synonyme sind: Hunter-Mcalpine-Syndrom; englisch Osseous dysplasia with mental retardation, Ruvalcaba type
Die Namensbezeichnung bezieht sich auf den Erstautoren der Erstbeschreibung aus dem Jahre 1971 durch die US-amerikanischen Kinderärzte R. H. A. Ruvalcaba und Mitarbeiter.
Von A. G. Hunter, P. J. McAlpine und Mitarbeitern stammt ein Bericht aus dem Jahre 1977.
Das Syndrom ist nicht zu verwechseln mit dem Ruvalcaba-Myhre-Smith-Syndrom oder der Hunter-McAlpine-Kraniosynostose.

## Verbreitung
Die Häufigkeit ist nicht bekannt, es wird eine autosomal-dominante oder X-chromosomal semi-dominante Vererbung diskutiert, da das männliche Geschlecht häufiger betroffen ist.

## Klinische Erscheinungen
Klinische Kriterien sind:
- pränataler Minderwuchs
- Brachymetacarpie insbesondere im III.-V. Strahl
- Brachyphalangie, Syndaktylie, Klinodaktylie, Hypoplasie der Endphalangen
- Mikrozephalie, Dandy-Walker-Malformation
- Gesichtsdysmorphie mit hypoplastischen Nasenflügeln, schmalen Lippen antimongoloide Lidachse, Hypoplasie des Oberkiefers, kleiner Mund
- Spondyläre Dysplasie, Kyphoskoliose, Kielbrust, Morbus Scheuermann
- Hypogenitalismus im männlichen Geschlecht
- geistige Behinderung
- Hautveränderungen
- Kraniosynostose

## Differentialdiagnose
Abzugrenzen sind die Hunter-McAlpine-Kraniosynostose und die Tricho-rhino-phalangeale Dysplasie Typ 3.